# Második esély (televíziós sorozat, 2016)
A Második esély (Second Chance) amerikai televíziós sci-fi-dráma sorozat, amelyet Rand Ravich alkotott meg. 2015. december 25-én debütált online és 2016. január 13-án kezdték el sugározni a Fox csatornán. A sorozatot Mary Shelley Frankenstein című regénye inspirálta.
2016. május 12-én hivatalosan is törölték a sorozatot.

## Cselekmény
A sorozat a hetvenöt éves Jimmy Pritchard történetét meséli el, aki korábban seriffként dolgozott, de korruptsága miatt visszavonulásra kényszerítették. Meggyilkolása után egy milliárdos zseni ikerpár, Mary (Dilshad Vadsaria) és Otto Goodwin (Adhir Kalyan) egy új, fiatalabb testben élesztik újjá a férfit. Habár Pritchard az új élettel az újrakezdés esélyét is megkapja, ismét megkísérti őt a bűnbeesés lehetősége.

## Szereplők
| Színész           | Szerep                                           | Magyar hang[forrás?]  |
| ----------------- | ------------------------------------------------ | --------------------- |
| Robert Kazinsky   | Jimmy Pritchard                                  | Sarádi Zsolt          |
| Dilshad Vadsaria  | Mary Goodwin, Otto ikernővére                    | Trokán Nóra           |
| Adhir Kalyan      | Otto Goodwin, Mary ikerbátyja                    | Hamvas Dániel         |
| Ciara Bravo       | Gracie Pritchard, Duval lánya és Jimmy unokája   | Pekár Adrienn         |
| Tim DeKay         | Duval Pritchard, Jimmy fia, FBI ügynök           | Gubányi György István |
| Vanessa Lengies   | Alexa, Mary asszisztense                         | Lamboni Anna          |
| Philip Baker Hall | idős Jimmy Pritchard                             | Várday Zoltán         |
| Amanda Detmer     | Helen, Jimmy lánya, Duval testvére               | Solecki Janka         |
| Scott Menville    | Arthur (hang), a Goodwin testvérpár számítógépe. | Baráth István         |
| Rod Hallett       | Hart Watkins.                                    | ?                     |

## Epizódok
| Évad | Évad | Részek száma | Részek száma | Eredeti sugárzás   | Eredeti sugárzás  | Eredeti adó | Magyar sugárzás  | Magyar sugárzás      | Magyar adó |
| Évad | Évad | Részek száma | Részek száma | Évadbemutató       | Évadzáró          | Eredeti adó | Évadbemutató     | Évadzáró             | Magyar adó |
| ---- | ---- | ------------ | ------------ | ------------------ | ----------------- | ----------- | ---------------- | -------------------- | ---------- |
|      | 1.   | 11           | 11           | 2016. december 25. | 2016. március 25. | FoX         | 2016. július 27. | 2016. szeptember 28. | RTL Klub   |

### 1. évad (2016)
| Sor. | Év. | Cím                                                                | Rendező            | Író                 | Premier                                | Nézettség         | Gyártási szám |
| --- | --- | ------------------------------------------------------------------ | ------------------ | ------------------- | -------------------------------------- | ----------------- | ------------- |
| 1. | 1.  | A megfelelő donor (A Suitable Donor)                               | Michael Cuesta     | Rand Ravich         | 2016. december 25. 2016. július 27.    | 4,71 millió n. a. | 101           |
| Otto, a kivételes IQ-val rendelkező zseni az emberi kapcsolatok terén súlyos nehézségekkel küzd - ikernővére nélkül nem boldogulna a világban. Amikor kiderül, hogy Mary gyógyíthatatlan beteg, kidolgoz egy módszert, amellyel életre kelthet egy donort. Az ehhez szükséges DNS-sel egy hetvenes, lezüllött, valaha hatékonyan, de kétes módszerekkel dolgozó rendőrfőnök rendelkezik, akit betörők öltek meg. A kísérletek még csak kezdeti fázisban vannak, de az idő sürget. A volt rendőr, Jimmy Pritchard fiatalemberként, de minden emlékével együtt éled újjá, és csakhamar megjelenik a fiánál, hogy segítsen neki egy nyomozásban. |     |                                                                    |                    |                     |                                        |                   |               |
| 2. | 2.  | Egy újabb rovás (One More Notch)                                   | Tim Busfield       | Rand Ravich         | 2016. január 20. 2016. augusztus 3.    | 3,75 millió n. a. | 102           |
| Jimmy új életre keltése hatalmas energiamennyiséget emésztett fel, ami általános áramszünetet okozott. Ezt kihasználva két gyilkos megszökött a fegyházból. A donornak használt, kincset érő volt seriffet Otto a házukba zárva tartaná, de Mary meggyőzi róla, hogy felelősséggel tartoznak a miattuk kialakult helyzetért és Pritchard is alig várja, hogy elkaphassa a rossz fiúkat, mielőtt másokat is megölnének. A módszerei persze most is kétesek. Otto saját fejlesztésű csúcstechnikával van a segítségére. Duval folytonos gyanakvása miatt Jimmy bevallja a fiának, hogy ő valójában a balkézről való féltestvére, majd felajánlja neki a segítségét a nyomozásokban. |     |                                                                    |                    |                     |                                        |                   |               |
| 3. | 3.  | Sötétségből kelő nap (From Darkness, the Sun)                      | Adam Kane          | Donald Todd         | 2016. január 29. 2016. augusztus 10.   | 2,15 millió n. a. | 103           |
| Duval továbbra is gyanakszik Jimmy kilétét illetően, ezért DNS-mintát szerez tőle, amit megvizsgáltat. Az eredmény döbbenetes: az egyenes ági rokonság fennáll, de a minta azonosíthatatlan módosított géneket is tartalmaz. Jimmy a számítógéppel generált figura, Arthur segítségével megtalálja a fia következő esetét, és kéretlenül nyomozni kezd. |     |                                                                    |                    |                     |                                        |                   |               |
| 4. | 4.  | Bebocsátások (Admissions)                                          | Brad Turner        | Gwendolyn M. Parker | 2016. február 5. 2016. augusztus 17.   | 2,20 millió n. a. | 104           |
| Duval még mindig képtelen teljesen elfogadni, hogy az apja új életre kelt, így még a családja előtt is titkolózik. Jimmyben felmerül egy emlék, amikor a fia a segítségét kérte egy nyomozáshoz, amely végül abbamaradt, gyötrő lelkifurdalást okozva Duvalnak. A volt seriff a fia régi aktái alapján néz utána újra az esetnek, remélve azt is, hogy így végképp meggyőzi őt a kilétéről. Az egykori áldozat egy fiatal fiú, aki herointúladagolásban halt meg. Jimmy most több furcsaságra is felfigyel, és az ikrek technikai segítségével kideríti, hogy több hasonló haláleset is történt, amelyeket egy különös tulajdonság köt össze. |     |                                                                    |                    |                     |                                        |                   |               |
| 5. | 5.  | Váratlan hiba (Scratch That Glitch)                                | Felix Alacla       | Richard Hatem       | 2016. február 12. 2016. augusztus 24.  | 2,13 millió n. a. | 105           |
| A Looking Glass több év után végre új fejlesztésű szoftverrel áll elő. A különleges telekommunikációs applikációt Mary személyesen szándékozik bemutatni a cég előadócsarnokában, nagyközönség előtt, hogy ezzel cáfolva a szóbeszédeket visszanyerje a vevők, a részvényesek és a befektetők bizalmát. Az eseményt nagy médiaérdeklődés előzi meg. Az egyik riport közben a műsorvezető fülest kap Mary betegségéről, amire nyíltan rákérdez. Ez ismét rosszat tesz a részvényeknek, ráadásul Maryék kocsiját lesifotósok kezdik üldözni, és az egyik autó leszorítja őket az útról. A halálos betegség kiszivárgása és a merényletkísérlet miatt a piacra dobás kétségessé válik. A nyomozás elakad, és ezúttal Jimmy sem segíthet különös testi gyengesége miatt, amin a tartályos feltöltés sem javít. |     |                                                                    |                    |                     |                                        |                   |               |
| 6. | 6.  | A lenyomat (Palimpsest)                                            | Sarah Pia Anderson | Allison Miller      | 2016. február 19. 2016. augusztus 31.  | 1,98 millió n. a. | 106           |
| Jilly arra ébred, hogy egy műtőasztalon fekszik, és három férfi - köztük egy szörnyalak - rémületes dolgokról beszélget. Egy óvatlan pillanatban sikerül megszöknie. A rendőrök azonban csak legyintenek a vallomására, mivel drogot találtak a vérében és az is kiderült, hogy prostituált. Duval is hamar továbblép, Jimmy azonban gyanakodni kezd, és hazaviszi a lányt a Goodwin házba, ahol ezzel különös felháborodást kelt. Arthur segítségével megtalálják az első nyomokat, amelyek egy illegális testmódosító csoporthoz vezetnek. Jilly, miután megnyugszik, visszatér kétes munkájához, de hamar ráébred, hogy ezt rosszul tette, mivel a testmódosítók közül néhányan nem csak a külsejükben szörnyetegek.                                                                                    |     |                                                                    |                    |                     |                                        |                   |               |
| 7. | 7.  | A boldogság nyomában (That Time in the Car)                        | John Stuart Scott  | Far Shariat         | 2016. február 26. 2016. szeptember.    | 1,78 millió n. a. | 107           |
| Helen életében felbukkan egyik régi középiskolás szerelme, akit annak idején az apja megszégyenített és elüldözött. Jimmy számára a felnőtt, felügyelőtisztként dolgozó Wally is gyanús. Némi utánjárással kideríti, hogy nem is alaptalanul. Egy milliárdos üzletember, aki 25 éves börtönbüntetését tölti és egy ideje halálos betegséggel küzd, egy TV-s interjúban látszólag elismeri, hogy büntetést érdemel. Szavai kétértelműségére azután derül fény, hogy megszökik a börtönből, és eltűnik. A két szál összefonódik, Jimmy pedig szokásos kétes módszereivel és a Looking Glass segítségével igyekszik megoldani az esetet, és megmenteni egy ember életét - megmentve ezzel egyúttal a lánya boldogságát is. És közben kissé maga is megváltozik.                                               |     |                                                                    |                    |                     |                                        |                   |               |
| 8. | 8.  | A múlt árnyai (May Old Acquaintance Be Forgot)                     | Jennifer Lynch     | Gabriel Llanas      | 2016. március 4. 2016. szeptember 7.   | 2,15 millió n. a. | 108           |
| A városban hosszú idő után először ismét legyilkolják az egyik drogbanda tagjait. Nem tudni ki áll a vérengzés mögött, Jimmyben azonban felmerül egy emlék, ami azt sejteti, hogy ebben neki is van felelőssége. Bevallja a fiának, hogy annak idején eltussolt egy gyilkosságot. Húsz év után szeretné jóvá tenni a régi bűnét, ezért beleveti magát a nyomozásba. |     |                                                                    |                    |                     |                                        |                   |               |
| 9. | 9.  | A kinai szál (When You Have to Go There, They Have to Take You In) | Kate Dennis        | Rand Ravich         | 2016. március 11. 2016. szeptember 14. | 1,86 millió n. a. | 109           |
| Jimmynek el kell költöznie az ikrek házából. Mivel Mary meggyógyult, Connor Otto féltékenységére játszva igyekszik megkaparintani magának a zsenit. A városban közben kegyetlen állatiassággal végrehajtott gyilkosságok történnek. Az egyetlen szemtanú egy nem emberi külsejű támadóról beszél - illegális bevándorló lévén csak Jimmynek, de ő sem hisz neki. Az esetek közt látszólag az áldozatok kínai nemzetisége a kapocs, ám Mary és Arthur segítségével fény derül a valódi összefüggésre. |     |                                                                    |                    |                     |                                        |                   |               |
| 10. | 10. | A felmentés (Geworfenheit)                                         | Paul Edwards       | Richard Hatem       | 2016. március 18. 2016. szeptember 21. | 1,91 millió n. a. | 110           |
| A rendőrség túladagolásban meghalt ismeretlen férfit talál, akiről látszólag bebizonyosodik, hogy ő volt a sorozatgyilkos. Arthur csúcstechnikát alkalmazó módszerével kiderül, hogy mire jött rá Gloria. Jimmy és Mary biztosra veszi, hogy a vérengző lényt Otto alkotta, de a férfi hallgat. Hallgat akkor is, amikor Gracie eltűnik, pedig tudnia kell, hol a lány, és hogy életveszélyben van. |     |                                                                    |                    |                     |                                        |                   |               |
| 11. | 11. | A végső búcsú (Gelassenheit)                                       | Brad Turner        | Rand Ravich         | 2016. március 25. 2016. szeptember 28. | 2,09 millió n. a. | 111           |
| Alexa elmondja új életre kelésének történetét, amiből kiderül, hogy hova vihették Duval elrabolt lányát. Mary a végső búcsúra készül Jimmytől, amikor a létfenntartó tartály mégis beindul... |     |                                                                    |                    |                     |                                        |                   |               |